# ボビー・ソロ

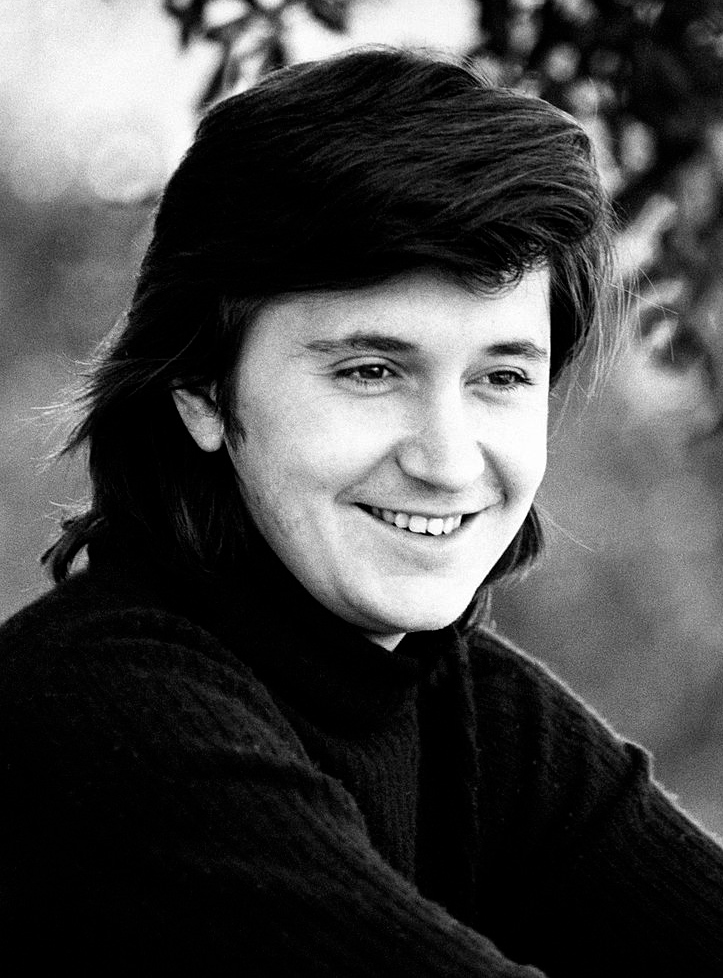
ボビー・ソロ, 1975

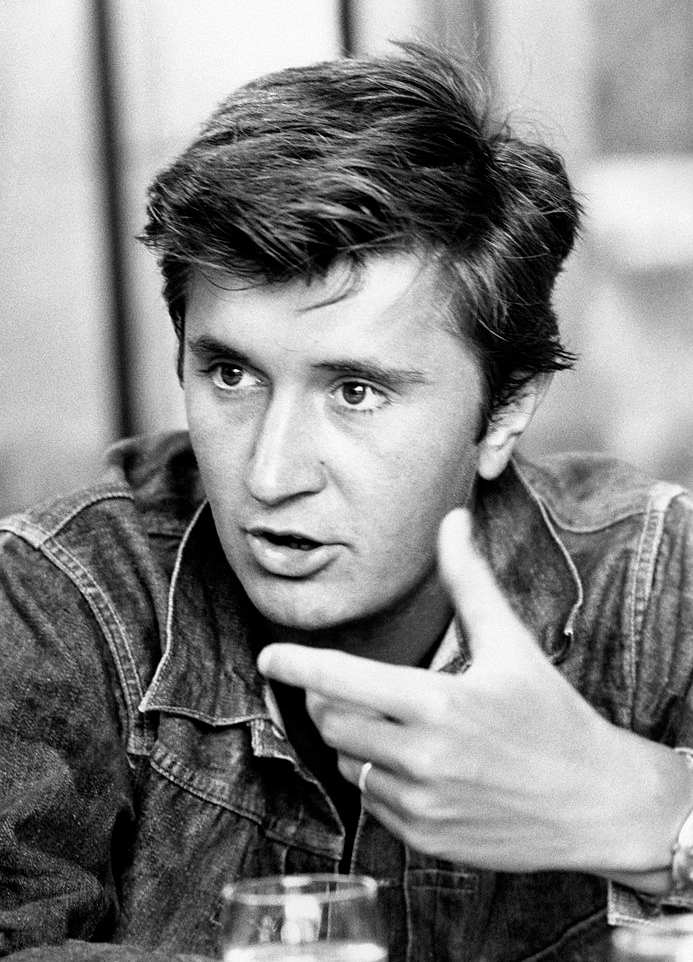
ボビー・ソロ, 1970

ボビー・ソロ（Bobby Solo、1945年3月18日 - ）は、イタリアのポップス歌手。本名はロベルト・サッティ（Roberto Satti）といった。

## 略歴
ローマの生まれ。エルヴィス・プレスリーのファンであり、リコルディ・レコードと契約して1963年に「Blu é blu ブルー・オン・ブルー」をカバーしてデビューを果たし、新人の登竜門であった第1回「フェスティバルへの脚光」に優勝した。1964年のサンレモ音楽祭に出場、実の姉妹に捧げて自ら作曲した「Una lacrima sul viso ほほにかかる涙」を歌って入賞し、この曲はイタリアで初のミリオンセラーを記録している。このときのパートナーはフランキー・レインであった。1965年には「Se piangi, se ridi 君に涙とほほえみを」、1969年には「Zingara 涙のさだめ」でサンレモ音楽祭2度の優勝を飾り一時代を築いた。1980年代には、ロザンナ・フラテッロ、リトル・トニーとともにRo.Bo.T.というユニットで活動している。また、1985年には日本信販のCMにもソロの曲が使用された経緯がある。

## アルバム
- 1964年 Bobby Solo (Dischi Ricordi)
- 1965年 Il secondo LP di Bobby Solo (Dischi Ricordi)
- 1966年 La vie en rose (Dischi Ricordi)
- 1966年 Le canzoni del west (Dischi Ricordi)
- 1967年 Tutti i successi di Bobby Solo (Dischi Ricordi)
- 1967年 San Francisco (Dischi Ricordi)
- 1968年 SuperBobby (Dischi Ricordi)
- 1969年 Il meglio di Bobby Solo (Dischi Ricordi)
- 1970年 Bobby folk (Dischi Ricordi)
- 1972年 I successi di Bobby Solo (Family)
- 1975年 Love (CGD)
- 1978年 Bobby Solo 68 - 78 (CLS)
- 1979年 Una lacrima sul viso (EMI Italiana)
- 1979年 Duty free rock'n'roll (EMI Italiana)
- 1981年 Solo...Elvis (EMI Italiana)
- 1982年 Bobby Solo (EMI Italiana)
- 1983年 Special '83 (EMI Italiana)
- 1986年 Solo...Elvis (Five Record)